# Японская каллиграфия

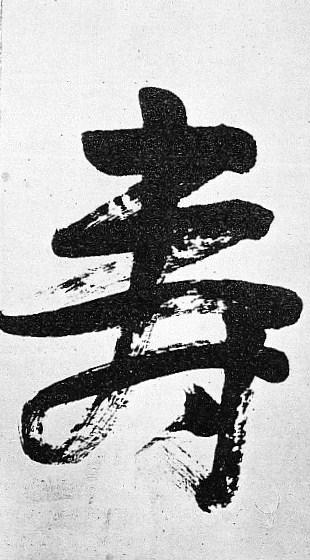
Образец японской каллиграфии

Запрос «Сёдо» перенаправляет сюда. Существует также остров с таким названием во Внутреннем Японском море.
Япо́нская каллигра́фия (яп. 書道 Сёдо, «Путь письма») — одна из форм каллиграфии, возникшая на основе китайской каллиграфии.

## История
Каллиграфия пришла в Японию из Китая. С середины II тысячелетия до н. э. древнекитайские пиктограммы постепенно упрощались, приспосабливались для более быстрого написания. К началу нашей эры пиктографические мотивы превратились в собственно иероглифы с квадратообразной формой. Они слагалась из комбинаций линий, штрихов и точек и со временем оформилось несколько стилевых направлений: устав (полное изображение иероглифов), полускоропись и скоропись. Дальневосточная каллиграфия является одним из ведущих видов искусства. Идеограммы обозначают целые понятия и обладают глубоким философским смыслом. Такая форма фиксации информации способствует формированию структурно-образного восприятия людей. Важно не просто понять написанное, но и увидеть и почувствовать, как написано.
Каллиграфическое письмо появилось в Японии в VII веке. На базе китайских стилей японские каллиграфы создали несколько новых стилей, которые отличаются гораздо большей простотой и эмоциональностью. В эпоху Эдо (1600—1868) появились такие декоративные стили, как кабуки-модзи и дзё-рури-модзи. Эти стили использовались для создания афиш и программ театров Кабуки и Дзёрури.
С. Н. Соколов-Ремизов определяя различие между китайской и японской каллиграфией писал:
«В китайской каллиграфии главное — это энергия, внутренняя сила кисти… Ведущую роль играет здесь чуткое осязание кистью бумаги… В японской же каллиграфии решающее значение имеет внешняя сила кисти-мазка, в её языке главное — не осязание, не проникновение, а жест, танец».

## Дзэн-буддизм
Искусство японской каллиграфии требует максимальной сосредоточенности и спонтанности исполнения. Японская каллиграфия испытала большое воздействие эстетики и практики дзэн-буддизма. В дзэн она является и средством медитации, путём познания и своего рода учебным пособием. С XV века термин «бокусэки» («след туши»), которым называли всю японскую каллиграфию, использовали преимущественно по отношению к дзэнскому направлению.

## Современная каллиграфия
Современная японская каллиграфия сохраняет многовековые традиции, создавая и развивая на их основе новые направления. В 1948 году была создана Ассоциация мастеров современной каллиграфии. Она и по сей день является одним из ведущих объединений в области каллиграфии. Ежегодно данная организация устраивает выставки, демонстрируя копии старинных образцов, работы современных мастеров широкого круга, а также осуществляя показ произведений каллиграфов высшего класса. Одним из направлений «поиска новых изобразительных решений» ассоциации являются укрупненные и обобщенные образы, написанные в динамичной манере. Это оригинальное направление, а также принцип артистической «игры кистью и тушью» стали характерной особенностью японской каллиграфии XX века.
В начале 1950-х годов появилось абстрактное направление каллиграфии. Иероглифы, написанные в этом стиле, практически утратили конкретное смысловое значение, дав импульс экспрессивной импровизации. Абстрактная каллиграфия более открыто и непосредственно доносит до зрителя мысли, чувства и настроение автора, сохраняя при этом традиционную культуру владения кистью  (яп. 筆 фудэ) и тушью (яп. 墨 суми).